# 鳥居清峰 (2代目)
二代目 鳥居清峰（にだいめ とりい きよみね、天保7年〈1836年〉 - 慶応3年10月9日〈1867年11月4日〉）とは、江戸時代末期の浮世絵師。

## 来歴
二代目鳥居清満の門人、俗称は米次郎または半次郎。初め清行と称したが、二代目清満の養子に入り二代目清峰を名乗る。作画期は安政から慶応の頃にかけてとされる。享年32、法名は智得院浄心信士。